# Guebwiller
Guebwiller é uma pequena comuna francesa de 11 609 habitantes (2013) situada no departamento do Alto Reno (Haut-Rhin), na região de Grande Leste (francês: Grand Est), perto da fronteira com a Alemanha.
O nome alemão e alsaciano da cidade, não oficial, é Gebweiler.

## Geografia
Guebwiller situa-se 20 km ao noroeste de Mulhouse e a 25 km de Colmar, no vale do Florival, na beira dos Vosges e à entrada do vale do rio Lauch. O Grand Ballon, ponto culminante dos Vosges com seus 1424 m, encontra-se a somente 8 km a oeste da cidade, razão pela qual é chamado, às vezes, de Ballon de Guebwiller (Balão de Guebwiller).

## História

### Origens
A cidade de Guebwiller foi mencionada pela primeira vez em um ato de doação em favor da abadia de Murbach, em 774, sob o nome Villa Gebunvillare. Nessa época, era um simples domínio agrícola. A cidade medieval começou a tomar forma no século XII, em torno da Igreja Saint Léger (alemão: St Leodgar) e do castelo de Burgstall. Os muros da cidade foram construídos entre 1270 e 1287. A cidade, então, torna-se capital do principado de Murbach, usufruindo uma grande prosperidade e contando com uma população de 1350 habitantes em 1394.

### Marcos históricos
Ao longo dos anos, a cidade foi palco de diversos acontecimentos históricos: tentativa de invasão pelos Armagnacs em fevereiro de 1445, revolta dos habitantes contra a autoridade dos príncipes abades de Murbach e suas represálias, insurreição dos Rustauds em 1525, pilhagem da cidade pelos suecos em 1633, durante a Guerra dos Trinta Anos.
Guebwiller tornou-se francesa em 1648, no final da Guerra dos Trinta Anos, após a ratificação do Tratado de Münster. Em 1657, a cidade tinha uma população de apenas 176 pessoas.
A dominação da Abadia de Murbach termina somente com a Revolução Francesa, em 1789.

### A indústria têxtil
No início do século XIX aparecem as primeiras indústrias têxteis. Isso marca o início de uma longa epopéia dessa indústria no vale do Florival, que acaba se tornando o segundo pólo têxtil da região, logo após Mulhouse. Em 1905, Guebwiller contava com 13294 habitantes.

### Segunda Guerra Mundial
Durante a Segunda Guerra Mundial, os habitantes de Guebwiller tiveram o mesmo destino de todos os alsacianos-lorenos: enquanto o resto da França foi ocupado, a região foi anexada pela Alemanha e seus homens incorporados às forças armadas alemãs. Guebwiller foi liberada em 4 de Fevereiro de 1945 por um grupo de tanques do 4° regimento de Soldados Marroquinos.

### Guebwiller hoje
Atualmente, a cidade vive principalmente do turismo, recebendo visitantes de toda a França e do estrangeiro, principalmente da Alemanha e da Suíça.

## Patrimônio religioso

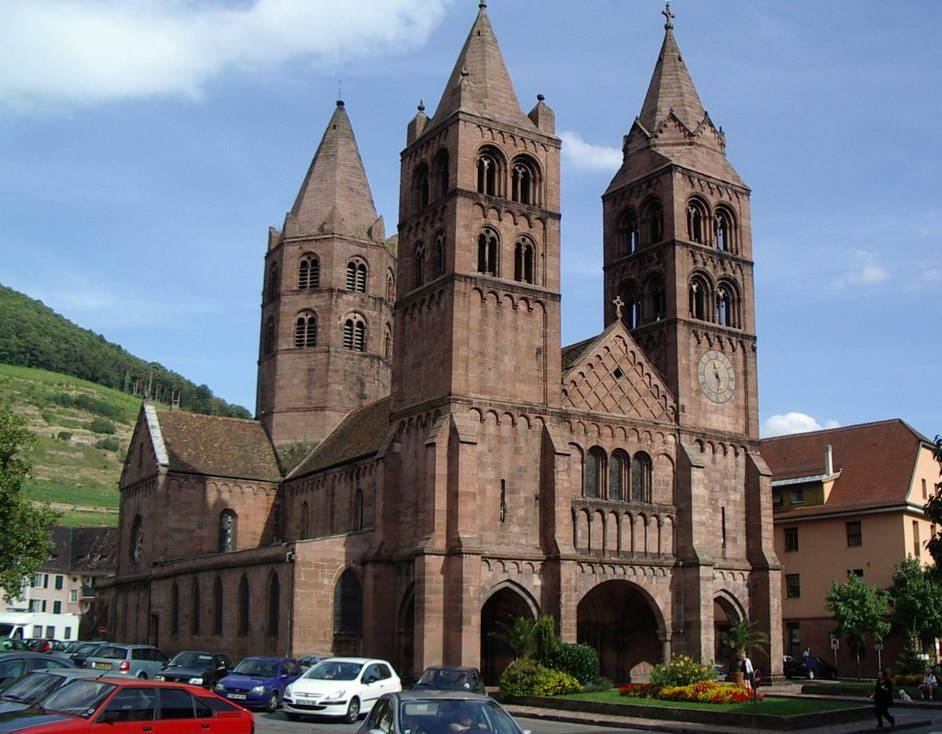
Igreja Saint-Léger de Guebwiller

- Igreja Saint-Léger
- Igreja e convento dos Dominicanos
- Igreja Notre-Dame

## Patrimônio civil
- Ruínas do Castelo de Hugstein (entre Guebwiller e Buhl)

## Museus
- Leste.org/Pages/Fiche.php?NumMusee=269000015&Langue=Fr Museu do Florival
- Centro Departamental de História de Famílias(centro de Genealogia), ao lado da igreja Saint-Léger

## Personalidades
- Théodore Deck (1823-1891), ceramista
- Alfred Kastler (1902-1984), físico, Prêmio Nobel de Física em 1966